# Grupo Desportivo Interclube
O Grupo Desportivo Interclube (GDI), também comumente chamado de Interclube de Luanda, é um clube multi-desportivo da cidade de Luanda, a capital da província de Luanda, em Angola. No futebol masculino, a sua mais popular modalidade, actualmente disputa o Girabola-Campeonato Nacional de Séniores, a primeira divisão do país.
No futebol, é um dos mais vitoriosos times da província luandina, conseguindo os títulos do Girabola de 2007 e 2010, da Taça de Angola de 1986, 2003 e 2011 e da SuperTaça de Angola de 1986, 2001, 2008 e 2012.

## História
Por ordem do Comandante Geral da Polícia Nacional de Angola, Santana Petroff, foi fundando, em 28 de fevereiro de 1976, o Grupo Desportivo e Recreativo do Corpo da Polícia de Angola (CPA), designação então coincidente com a da Polícia Nacional após a independência angolana.
Esta agremiação Desportiva apareceu para colmatar o vazio existente no âmbito desportivo e recreativo no seio das forças policiais e com o objectivo de diferenciar a actuação da Polícia Colonial e da Polícia da Republica Popular de Angola.
A agremiação desde o inicio movimentou muitas forças vivas, entre elas os que foram os mentores do aparecimento do clube desportivo, onde constamos nomes dos seus primeiros dirigentes, atletas, trabalhadores civis, colaboradores nas mais diversificadas áreas desportivas e técnicos, que desenvolveram todo o seu saber para o engrandecimento da mesma.
Foram os primeiros dirigentes, que movimentaram as primeiras modalidades: Futebol, Atletismo, e Basquetebol. Merecem destaque o seu Presidente Santana Petroff, que tinha como colaboradores diretos, João Saraiva de Carvalho "Tetembwa", Armindo Espirito Santo, Luís da Silveira Pegado, José de Gouveia Leite, Jesus Victor Santos, e tantos outros na área desportiva, atletas e técnicos.
Merecem ainda destaque, o primeiro treinador de futebol o senhor Fernandes “Cazumbi”, Tio Silva, o técnico Calei do Basquetebol, o coordenador e atleta Marcos Catito no Atletismo, como atletas de futebol João António André "Cuca" — o primeiro capitão da equipa —, Nandó dos Santos, Napoleão Brandão, Van-Dúnem, Correia, Caxote, Manico, Carlos Santana, Friança, Paixão, João Mendes, "Di Pai", Piedade, Caricungu, etc…, no atletismo Marcos Catito, Severino da Cunha, José Augusto, Maria Trajano, Sandra, Jeny, Bety Ranque, Diogo Cunha, etc., e no basquetebol o Esperito Santo, Calei, António, e tantos outros.
Depois do primeiro presidente, Santana Petroff (1976-1978), ainda passaram os presidentes Alexandre Kito (1978-1980), Paiva Nvunda (1980-1981), Mariano Puku (1981-1982) e Nandó dos Santos (1982-1985). Na sequência da transformação do Grupo Desportivo e Recreativo do Corpo de Polícia de Angola em Interclube, por aplicação da Lei das Associações Desportivas é eleito o senhor António Mona (1985-1994), como primeiro presidente da Direcção, cumprindo assim com a legislação vigente. Seguiram-se como presidentes "Gegé" Alves de Castro (1994-1998), Fernando Alves Simões (1998-2009), José Martinez António (2009-2012), Fernando Alves Simões (2012-2020) e José Alexandre Manuel Canelas (2020).
Em 1980 o Grupo Desportivo passou a ter, alternativamente e oficialmente, o nome "Interclube de Luanda" para fugir da proliferação dos "Interclubes", fenômeno a nível de todas as províncias de Angola.
Em 2007, sob o comando do técnico brasileiro Carlos Mozer, que brilhou na Selecção Brasileira, no Benfica e no Olympique de Marseille, alcançou o primeiro título no Girabola.
O Interclube é, notavelmente, um dos poucos clubes em Angola que possui um estádio próprio, denominado 22 de Junho, localizado no bairro do Rocha Pinto e com capacidade para 12.000 espectadores.

### Nomes históricos do clube
A agremiação desportiva já possuiu até ao momento quatro designações, que caracterizam o seu desenvolvimento nomeadamente:
- Grupo Desportivo do CPA
- Grupo Desportivo do CPPA
- Grupo Desportivo Interclube de Luanda
- Grupo Desportivo Interclube de Angola

## Outros desportos
O Interclube vem participando em inúmeras actividades, tais como: a taça das a taças internacionais, torneios Internacionais, Torneios Nacionais, Torneios Provinciais, nas diversas modalidades.
O clube organizou duas actividades e participou em nove eventos realizados pelo APBL, FABOXE e a promotora Olavo Gambôa Boxing a todos os níveis com as equipas dos diferentes escalões existentes.
Preocupado com qualificação dos quadros existentes que vêm prestando serviço ao clube, organizou e realizou o 1º curso para treinadores de boxe dos clubes da Polícia, tendo convidado a participar algumas instituições das Forças Armadas, como o EMG do Exército, FAN e a Marinha de Guerra.
Actualmente a agremiação desportiva congrega sete modalidades desportivas:
- Futebol
- Basquetebol
- Andebol
- Atletismo
- Boxe
- Judô
- Tiro Desportivo

## Características gerais do GDI
As datas comemorativas do Clube são as da sua fundação, no dia 28 de fevereiro, e a data de 22 de junho, dia do Ministério do Interior (MININT), que é o seu patrocinador oficial e tal, como regem os seus estatutos, simboliza o seu cunho institucional.
No contexto geral o Interclube de Angola actualmente é uma Associação de Utilidade Pública, vocacionado para as activades desportivas e culturais, agregando força vivas de todos quadrantes e em especial os membros do MININT, como patrono principal.

## Títulos
- Campeonato Angolano - Primeira Divisão: 2 (2007, 2010)
- Taça de Angola: 3 (1986, 2003, 2011)
- SuperTaça de Angola: 4 (1986, 2001, 2008, 2012)

## Participações nas competições CAF
- Liga dos Campeões da CAF: 2 participações

2008 - Terceira Eliminatória
2011 - Segunda Eliminatória
- Copa das Confederações da CAF: 7 participações

2004 - Primeira Eliminatória
2005 - Primeira Eliminatória
2006 - Fase de Grupos
2007 - Primeira Eliminatória
2008 - Fase de Grupos
2011 - Semifinalista
2012 - Fase de Grupos
- Taça dos Vencedores Africana: 2 participações

1987 - Primeira Eliminatória
2001 - Finalista

## Treinadores do Interclube
- João Gonçalves da Silva (1981–84)
- Semica (1984–85)
- Joka Santinho  (1986–89)
- Semica (1989–91)
- Carlos Alves (1991–92)
- João Machado (1992–95)
- Raúl Kinanga (1995–97)
- João António André ("Cuca") (1997–99)
- Arnaldo Chaves (1999)
- Raúl Kinanga (2000)
- Oliveira Gonçalves (2000–Dezembro de 2000)
- Veselin Jelušić (Janeiro de 2001–Abril de 2001)
- Oliveira Gonçalves (Maio de 2001–Dezembro de 2001)
- Itamar Amorim  (Janeiro de 2002–Abril de 2002)
- Raúl Kinanga (Maio de 2002–Maio de 2003)
- Zoran Pešić  (Junho de 2003–Abril de 2004)
- Raúl Kinanga (Abril de 2004–Dezembro de 2004)
- Georg Tripp (Janeiro de 2005–Novembro de 2005)
- Romeu Silva (Fevereiro de 2006–Setembro de 2006)[4]
- Carlos Mozer  (Outubro de 2006–Março de 2008)[5]
- Augusto Inácio (Maio de 2008–Agosto de 2009)
- Álvaro Magalhães  (Novembro de 2009–Março de 2011)[6]
- Túbia (interino- Março de 2011–Julho de 2011)[6][7]
- António Caldas  (Julho de 2011–Abril de 2012)[7][8]
- Bernardino Pedroto (Abril de 2012–Novembro de 2013)[9]
- Mirsad Omerhodžić (Janeiro de 2014–Abril de 2014)[10][11]
- José Luís Borges e Abílio Amaral (interino- Abril de 2014–Maio de 2014)[11]
- Ilian Iliev (Maio de 2014–Maio de 2015)[12][13]
- Veselin Jelušić (junho de 2015-?)[14]
- Zdravko Logarušić (?-Novembro de 2016)[15]
- Filipe Moreira (Janeiro de 2017)[16][17]
- Paulo Torres (Janeiro de 2017–Setembro de 2018)[18][19]
- Bruno Ribeiro (Dezembro de 2018–Novembro de 2019)[20][21]
- Ivo Campos (Novembro de 2019–?)
- Bodunha (?–?)
- Roque Sapiri (Março de 2025–presente)[22]